# 楊台瑩
楊台瑩（英語：Taiyin Yang），楊台瑩1974年自台大化學系畢業後，後赴美取得南加州大學有機化學博士。現任美國吉利德製藥公司執行副總裁、掌管公司藥品開發生產部，其管理之項目涵蓋所有藥品生產事宜。近期最廣為人知的是她主導研發製造的一款針對治療依波拉病毒的藥品－「瑞德西韋」 (Remdesivir)，對於治療新型冠狀病毒得到有益臨床數據、為全球疫情帶來轉機的希望。楊台瑩投入製藥界二十多年，1980到1990年代期間愛滋病蔓延，她與團隊實驗七十多種設計，終於在2006年發明第一個為HIV患者一天服一片的完整治療方案。

## 生平
楊博士出生於台中，童年曾居住花蓮和基隆，分別就讀明義國小、東信國小、基隆女中初中部。之後家遷台北，就讀木柵初中、北一女中，後又搬回基隆。其外祖父牟金泉曾任花蓮縣教育科長，父親楊昭奎在海洋學院（台灣海洋大學)，任教化學;母親於同校教授物理，此乃啟發楊台瑩鑽研化學的根源。楊博士2020年以校友身分受邀擔任國立臺灣大學畢業典禮演講嘉賓，並由副校長張上淳擔任引言人。